# Jean-Jacques Masset
Pour les articles homonymes, voir Masset.
Nicolas Jean-Jacques Masset, né le 27 janvier 1811 à Liège et mort le 28 septembre 1903, est un ténor, violoniste, compositeur et professeur de chant belge. 

## Biographie
Nicolas Jean-Jacques Masset étudie le violon à Liège avec Auguste Rouma (qui est également le professeur d'Hubert Léonard), puis à Bruxelles avec Nicola Veri. En 1828, il reçoit un deuxième prix de violon dans la classe de François-Antoine Habeneck à l'École royale de musique et de déclamation à Paris. Il joue du violon et de l'alto dans divers orchestres parisiens. En 1835, il obtient le poste de chef d'orchestre au Théâtre des Variétés. Il est également compositeur : en 1835, un concert de Masset pour flûte et orchestre est joué par Louis Dorus (il reçoit une demande de composition formelle plus tard, seulement en 1844 diplômé de la classe de composition Fromental Halévy). 
En avril 1839, sur les conseils de Giacomo Meyerbeer, il réoriente de façon décisive sa carrière musicale et se re-qualifie comme chanteur, faisant ses débuts au Théâtre national de l'Opéra-Comique en octobre de la même année. Par la suite, il chante avec succès au Grand Opéra, fait des tournées à Madrid, Liège, Milan (La Scala en 1846) et d'autres.   
Pendant de nombreuses années, il enseigne le chant au Conservatoire de Paris. Emilie Mechelin suit ses enseignements lors de son passage au Conservatoire de Paris de 1865 - 1867, ainsi que Filip Forstén (sv) (1852-1932), Emmy Achté (1850-1924) et Amédée Louis Hettich (1856-1937)